# AC Trento 1921
AC Trento 1921 (wł. Associazione Calcio Trento 1921 Società Sportiva Dilettantistica Srl) – włoski klub piłkarski, mający siedzibę w mieście Trydent, w północnej części kraju, grający od sezonu 2021/22 w rozgrywkach Serie C.

## Historia
Chronologia nazw:
- 1921: Associazione Calcio Trento
- 1925: klub rozwiązano
- 1925: Unione Sportiva Trento
- 1929: Associazione Calcio Trento
- 1930: klub rozwiązano
- 1930: Associazione Sportiva Trento
- 1937: Associazione Calcio Trento
- 1941: Associazione Calcio Trento-Caproni
- 1945: Associazione Calcio Trento
- 1998: Nuovo Calcio Trento S.r.l.
- 2004: klub rozwiązano
- 2004: Trentino Calcio 1921 S.p.A.
- 2007: Società Sportiva Dilettantistica Trento Calcio 1921 S.r.l.
- 2014: klub zawiesił działalność
- 2014: Associazione Calcio Trento Società Cooperativa Sportiva Dilettantistica
- 2020: Associazione Calcio Trento 1921 Società Sportiva Dilettantistica a r.l.

Klub sportowy AC Trento został założony w miejscowości Trydent w 1921 roku w wyniku fuzji klubów Unione Ginnastica Trento i Associazione Sportiva Sport Pedestre (znany również jako Pro Trento). W sezonie 1923/24 zespół debiutował w rozgrywkach Quarta Divisione Veneta (D4), ale po zakończeniu sezonu zrezygnował z mistrzostw i potem rozgrywał jedynie mecze towarzyskie. W 1925 klub został rozwiązany i aby nie spłacać długów powstał nowy klub o nazwie US Trento. W sezonie 1925/26 zespół startował w Terza Divisione Nord Veneto-Trentino. Po reorganizacji systemu ligi w 1926 i wprowadzeniu najwyższej klasy, zwanej Divisione Nazionale poziom Terza Divisione został obniżony do czwartego stopnia. W 1927 klub w celach promocyjnych i politycznych został promowany do Seconda Divisione Nord, a w następnym roku do Prima Divisione Nord. W sezonie 1929/30 po podziale najwyższej dywizji na Serie A i Serie B poziom Prima Divisione został zdegradowany do trzeciego stopnia. Ale klub w 1929 roku zrezygnował z mistrzostw, po czym sekcja piłki nożnej odłączyła się i 28 września 1929 przekształciła się w AC Trento. Sezon 1929/30 jednak nie zakończył, wycofując się z rozgrywek Seconda Divisione po 7.kolejce i następnie został rozwiązany.
W 1930 roku klub został reaktywowany i z nazwą AS Trento startował w Terza Divisione Tridentina. W 1931 zespół awansował do Seconda Divisione Tridentina, a w następnym roku do Prima Divisione. W sezonie 1935/36 jako trzeci poziom została wprowadzona Serie C, a klub został zakwalifikowany do grupy A Serie C. W sezonie 1936/37 zespół nie uczestniczył w żadnych rozgrywkach ligowych. W 1937 klub wznowił działalność jako AC Trento i w sezonie 1937/38 występował w Prima Divisione Tridentina. W 1939 klub awansował na rok do Serie C. W 1941 znów otrzymał promocję do Serie C, po czym zmienił nazwę na AC Trento-Caproni. W trzeciej lidze występował do 1943 roku, aż do rozpoczęcia na terenie Włoch działań wojennych II wojny światowej, wskutek czego mistrzostwa 1943/44 zostały odwołane.
Po zakończeniu II wojny światowej, klub wznowił działalność w 1945 roku i z nazwą AC Trento został zakwalifikowany do Serie B-C Alta Italia. W 1946 spadł do Serie C. W 1948 roku w wyniku reorganizacji systemu lig został zdegradowany do Promozione. W 1951 wrócił do Serie C, ale w 1952 po kolejnej reorganizacji systemu lig spadł do IV Serie, która w 1957 została przemianowana na Campionato Interregionale - Seconda Categoria. W 1958 czwarta liga zmieniła nazwę na Campionato Interregionale, a w 1959 na Serie D. W 1970 roku awansował do Serie C, a w 1976 spadł na rok do Serie D. Przed rozpoczęciem sezonu 1978/79 Serie C została podzielona na dwie dywizje: Serie C1 i Serie C2, a klub został zakwalifikowany do Serie C1. W 1979 spadł na rok do Serie C2. W 1984 znów został na rok zdegradowany do Serie C2. W 1991 po raz kolejny spadł do Serie C2, a w 1995 do Campionato Nazionale Dilettanti. W 1998 roku klub wrócił do Serie C2, po czym zmienił nazwę na Nuovo Calcio Trento S.r.l. W następnym roku został zdegradowany do Serie D, a w 2001 znów wrócił do Serie C2. W 2003 po raz kolejny spadł do Serie D. Po zakończeniu sezonu 2003/04 zajął 4.miejsce w grupie C Serie D, a potem przegrał baraże playoff i następnie zbankrutował.
W 2004 powstał klub z nazwą Trentino Calcio 1921 S.p.A., który po przejęciu kompleksu firmowego oraz przeniesieniu tytułu sportowego kontynuował występy w Serie D. W 2007 klub zmienił nazwę na SSD Trento Calcio 1921 S.r.l. W 2009 spadł do Eccellenza Trentino Alto-Adige (D6). W 2010 otrzymał promocję do Serie D, ale po roku spadł z powrotem. W 2012 ponownie awansował do Serie D, ale tak jak i poprzednio po roku wrócił do Eccellenza Trentino-Alto Adige. W sezonie 2013/14 zespół zajął 15.miejsce w Eccellenza Trentino-Alto Adige i został zdegradowany do Promozione, ale 12 maja 2014 roku Sąd w Trydencie ogłosił upadłość klubu.
26 czerwca 2014 roku aktywa zbankrutowanej spółki zostały przejęte przez przedsiębiorcę Mauro Jacket z Trentino, który przekazał je nowo utworzonemu klubu AC Trento SCSD. Klub przejął kompleks sportowy poprzedniej spółki i uzyskał przeniesienie tytułu sportowego, po czym startował w sezonie 1914/15 Promozione Trentino-Alto Adige, która wskutek wprowadzenia reformy systemy lig awansowała na szósty poziom. W 2016 zespół awansował do Eccellenza Trentino-Alto Adige, a potem do klubu dołączył futsalowy klub ASD Giacchabitat Trento. W 2017 otrzymał promocję do Serie D, ale po dwóch latach spadł z powrotem. W sezonie 2019/20 zwyciężył w Eccellenza Trentino-Alto Adige i awansował do Serie D. W 2020 roku klub zmienił nazwę na AC Trento 1921 SSD a r.l.

## Barwy klubowe, strój
|  |  |

Klub ma barwy niebiesko-żółte. Zawodnicy domowe spotkania zazwyczaj grają w żółtych koszulkach, niebieskich spodenkach oraz żółtych getrach.

## Sukcesy

### Trofea międzynarodowe
Nie uczestniczył w rozgrywkach europejskich (stan na 31-05-2020).

### Trofea krajowe
| \| \| Zdobyte trofea w rozgrywkach Włoch (stan na: 31-08-2020) \| |                                                          |      |             |
| Rozgrywki                                                         | Osiągnięcie                                              | Razy | Sezon(y)    |
| · Mistrzostwo                                                     | I miejsce                                                | 0    |             |
| · Mistrzostwo                                                     | II miejsce                                               | 0    |             |
| · Mistrzostwo                                                     | III miejsce                                              | 0    |             |
| · Puchar                                                          | zdobywca                                                 | 0    |             |
| · Puchar                                                          | finalista                                                | 0    |             |
| · Puchar                                                          | 1/128 finału                                             | 1    | 1935/36     |
| II liga                                                           | I miejsce                                                | 0    |             |
| II liga                                                           | II miejsce                                               | 0    |             |
| II liga                                                           | III miejsce                                              | 0    |             |
| II liga                                                           | 12.miejsce                                               | 1    | 1945/46 (B) |
| Włochy                                                            | Zdobyte trofea w rozgrywkach Włoch (stan na: 31-08-2020) |      |             |

- Prima Divisione (D3):
  - 3.miejsce (1x): 1934/35 (A))

## Piłkarze, trenerzy, prezydenci i właściciele klubu

### Prezydenci
...
- 1937–1941:  Guido Lazzari

...
- od 2014:  Mauro Giacca

## Struktura klubu

### Stadion
Klub piłkarski rozgrywa swoje mecze domowe na Stadio Briamasco w mieście Trydent o pojemności 5 tys. widzów.

### Derby
- FC Südtirol
- Bolzano 1996
- Virtus Bolzano